# شفاعت قدیسان

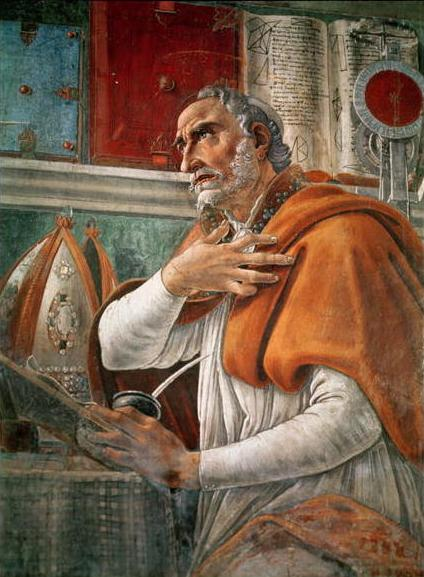
پرتره سنت آگوستین

شفاعت قدیسان، دکترینی است مورد اعتقاد کلیساهای ارتدکس شرقی، شرقی ارتدوکس، و کاتولیک رومی. عمل دعا از طریق قدیسان را می‌توان در نوشتارهای مسیحی از قرن ۳ به بعد یافت. اعتقادنامه رسولان قرن چهارم باور به کمونیون قدیسان دارد، که برخی کلیساهای مسیحی آن را حمایت از شفاعت قدیسان می‌دانند. مانند مسیحیت ، این عمل در یهودیت و اسلام بحث‌برانگیز است

## دیدگاه‌های پروتستان
به استثنای چند کلیسای اولیه پروتستان ، اکثر کلیساهای پروتستان مدرن به شدت شفاعت مردگان را برای زندگان رد می‌کنند، اما مطابق رومیان ۱۵:۳۰ طرفدار شفاعت زندگان برای زندگان هستند.